# Dörtyul
Dörtyul – miasto w Turcji w prowincji Hatay.
Według danych na rok 2000 miasto zamieszkiwało 53597 osób.